# Coq au Vin

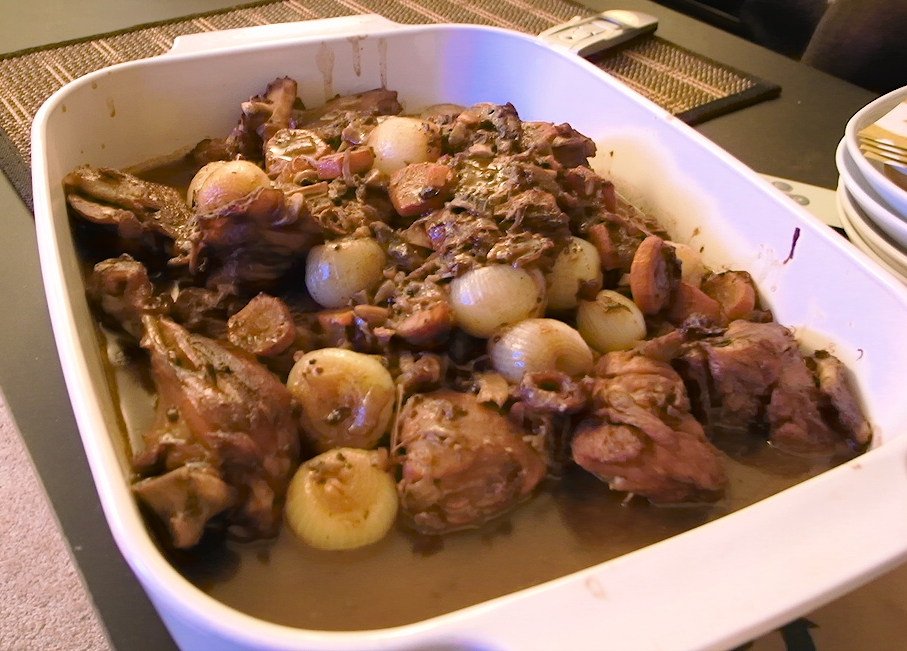
Coq au Vin – servierfertig zubereitet

Coq au Vin [kɔkovɛ̃] (Französisch: „Hahn in Wein“) ist ein klassisches Geflügelgericht und eines der französischen Nationalgerichte.

## Hintergrund
Wie in anderen europäischen Ländern war auch in Frankreich Geflügel, und vor allem Hühner, bis weit in die Neuzeit hinein der auch für weniger wohlhabende Stände noch am ehesten erschwingliche Fleischlieferant. Hühner haben einen nur geringen Pflegebedarf, sind leicht aufzuziehen und geben handliche Portionen ab. Außerdem nimmt Hühnerfleisch Kräuter- und Gewürzaromen besonders gut auf, was in einer Zeit mit beschränkten Konservierungsmöglichkeiten wichtig war. Die Popularität von Huhn als Basisnahrungsmittel illustriert das vielzitierte Wort von Heinrich IV.: „Je veux que le dimanche chaque paysan ait son poulet au pot“ („Jeder Bauer soll sonntags sein Huhn im Topf haben“). Bis heute kennt die französische Küche unzählige Zubereitungsvariationen von Huhn.
So wie bei den Schweinen das Fleisch eines Ebers anders („strenger“) schmeckt als das einer Sau, schmeckt das Fleisch eines Hahnes aromatisch kräftiger als das einer Henne oder eines Kapauns und ist außerdem trockener. Die weitverbreitete Zubereitungsart „gekocht in Wein“ mit allerlei Zutaten als Variante des in oder zur Suppe gekochten Huhnes kommt dem trockeneren Fleisch entgegen.

## Varianten

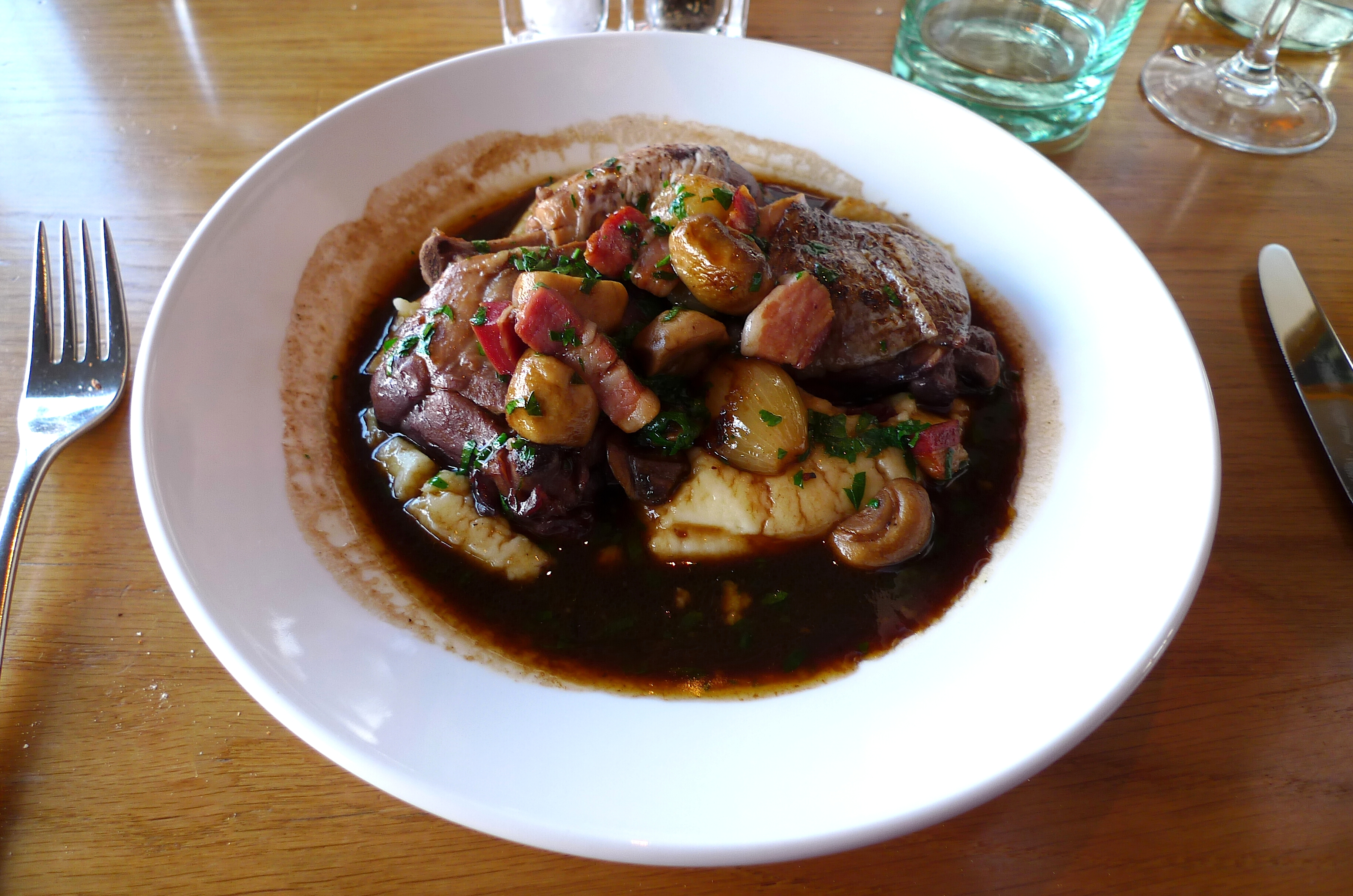
Coq au Vin de Bourgogne

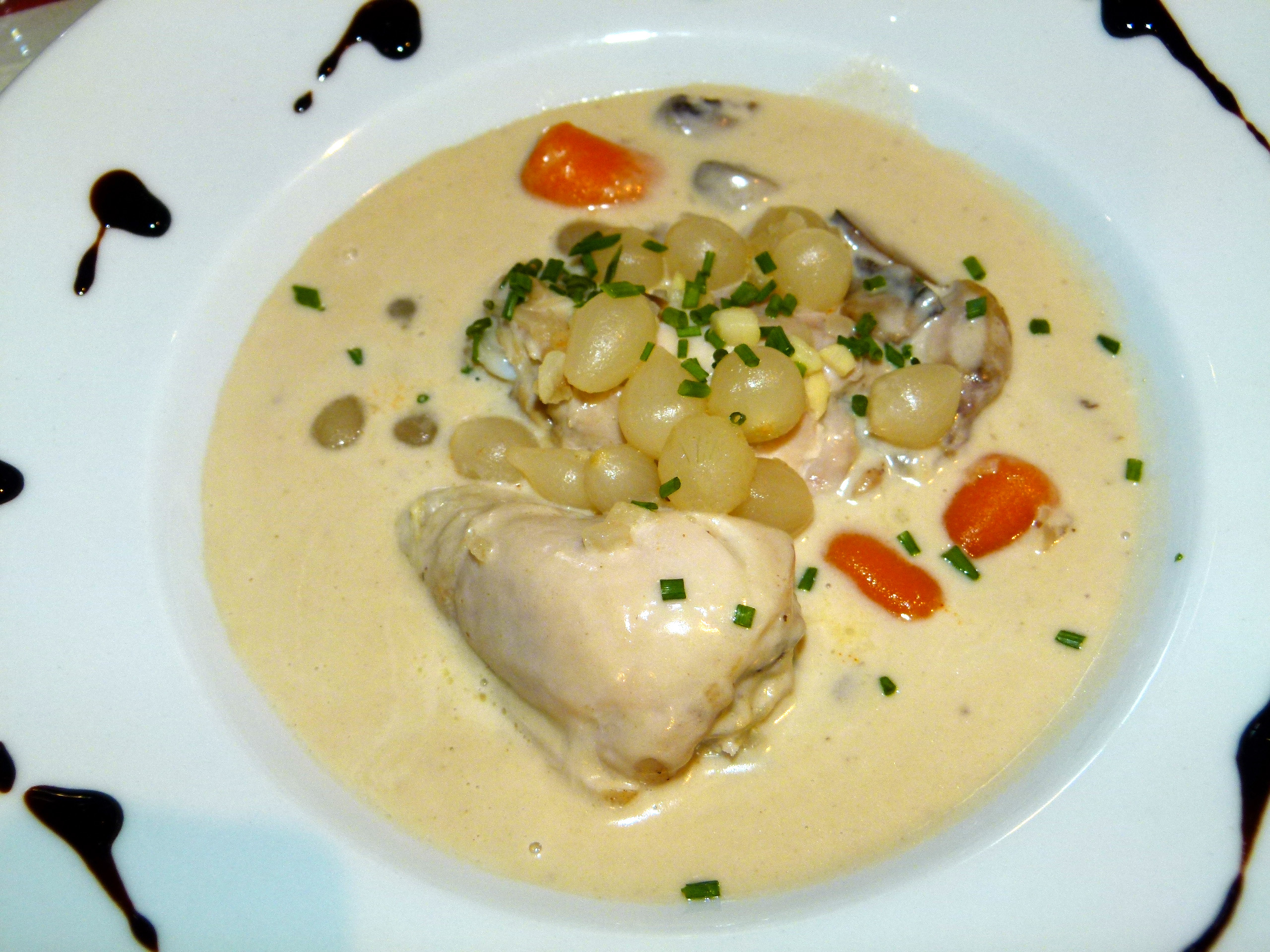
Coq au Riesling im Elsass

Die Gemeinsamkeiten der vielen verschiedenen Rezepte beschränken sich oft darauf, Hühnerfleisch in irgendeiner Art und Weise mit Wein zuzubereiten. Tatsächlich zählt man mindestens so viele regionale Variationen von Coq au Vin, wie es Weinbauregionen in Frankreich gibt. Die Rezepte sind in der Regel nach den zugeordneten Weinen benannt und natürlich von deren Aromen geprägt. Zu den bekanntesten zählen:
- Coq au Vin de Bourgogne (Standardrezept, auf burgundische Art, mit Rotwein von der Côte d’or)
- Coq au Vin „Nuitonne“ (mit Rotwein der Appellation „Nuits-Saint-Georges“ von der Côte d’or)
- Coq au Vin à la Jurassiene (nach Jura-Art, mit Vin d’Arbois, weiß oder rosé)
- Coq au Vin à la Quercynoise (nach Art von Quercy, mit Rotwein aus Cahors oder dem Languedoc)
- Coq au Vin Vieux d’Auvergne (mit Rotwein aus der Auvergne)
- Coq au Riesling oder à l’alsacienne (nach elsässischer Art, mit Riesling)

Ähnliche Rezepte mit „Huhn“ im Namen und in Wein gedünstet sind unter anderem:
- Poulet basquaise („Baskisches Huhn“)
- Poulet en cocotte du midi („Huhn auf südfranzösische Art“)
- Huhn Marengo

## Klassische Zubereitung

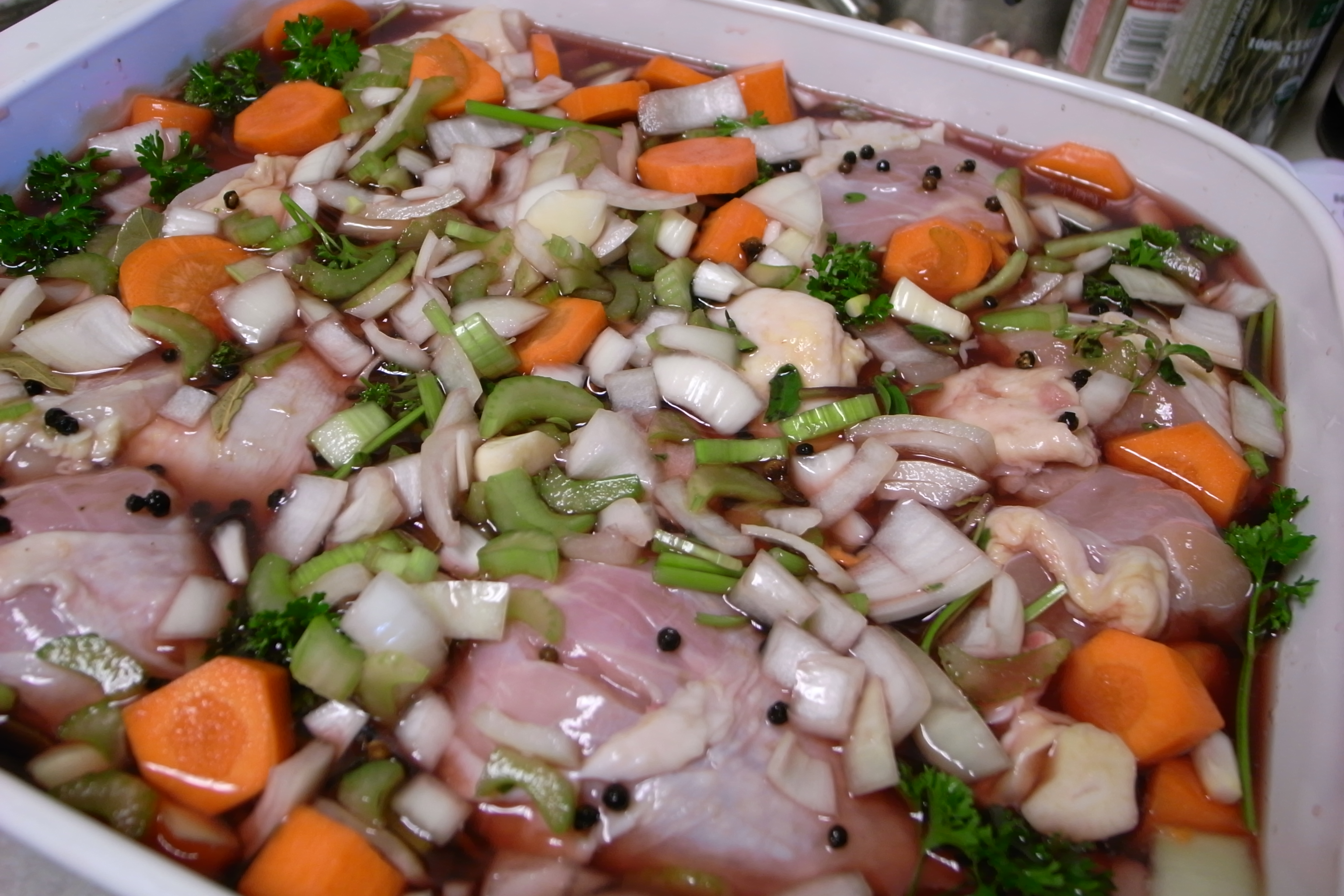
Marinieren von Coq au Vin

Als Ursprungsregion des Gerichts gilt in den meisten Standardwerken der französischen Küche das Burgund und somit der Coq au Vin de Bourgogne als klassische Zubereitungsart. Auch wenn viele Varianten der Zubereitung bekannt sind, gibt es doch ein paar Einschränkungen, die beachtet werden wollen, wenn ein klassischer Coq au Vin zubereitet werden soll. 
- „Coq“ heißt „Hahn“ und nicht etwa „Legehuhn“ („poule“) oder „Hühnchen“ („poulet“). Alle Originalrezepte verlangen einen Hahn (am besten einen einjährigen), der etwa drei Kilogramm schwer sein soll. Selbst in guten französischen Restaurants haben heute in der Regel (Freiland-)Hühner den Hahn ersetzt. Hähne sind selbst auf gut sortierten Märkten nur schwer erhältlich. Eine Alternative stellt der fette „chapon“ (Kapaun, ein junger kastrierter Hahn) dar.
- Es soll ein ganzes Tier zubereitet werden; der Verbleib von Knochen im Gericht ist dabei unvermeidlich.
- Oft wird das Geflügel zunächst 24 Stunden zusammen mit Suppengemüse, Kräutern und Wein mariniert.
- Neben Wein sehen die klassischen Rezepte die Verwendung von (regionalen) Spirituosen vor. Im burgundischen Originalrezept ist dies folgerichtig Tresterbrand (Marc de Bourgogne).
- In der Regel wird zur Zubereitung ein trockener Wein genutzt.